# جاكي غليسون
جاكي جليسون (بالإنجليزية: Jackie Gleason) (26 من فبراير 1916م - 24 من يونيو 1987م) هو كوميديان وممثل وموسيقيّ أمريكي. وكان مشهورًا بأسلوبه الكوميدي المرئي واللفظي الجريء، مُجسدًا شخصية رالف كرامدين في البرنامج أو الفيلم الكوميدي العرسان (The Honeymooners). وكان من ضمن أدوراه الرائعة التي قام بها في الأفلام دور مينيسوتا فاتس (Minnesota Fats) في دراما عام 1961م المحتال (The Hustler) (بطولة بول نيومان) وبوفورد تي جاستيس في مسلسل سموكي واللص (Smokey and the Bandit).

## كتابات أخرى
- Bishop, Jim. The Golden Ham (Simon & Schuster, 1956).
- Metz, Robert. CBS: Reflections in a Bloodshot Eye. (New York, 1975).
- Bacon, James. How Sweet It Is: Jackie Gleason. (New York, St. Martin's Press, 1985).
- Weatherby, W.J. Jackie Gleason: An Intimate Portrait of the Great One. (Pharos Books, 1992).
- Henry III, William A. The Great One: The Life and Legend of Jackie Gleason. (New York: Doubleday, 1992).
- Meadows, Audrey. Love, Alice. (New York, Crown Publishers, 1994).

## وصلات خارجية
- جاكي غليسون على موقع IMDb (الإنجليزية)
- جاكي غليسون على موقع الموسوعة البريطانية (الإنجليزية)
- جاكي غليسون على موقع روتن توميتوز (الإنجليزية)
- جاكي غليسون على موقع ألو سيني (الفرنسية)
- جاكي غليسون على موقع ميوزك برينز (الإنجليزية)
- جاكي غليسون على موقع تيرنر كلاسيك موفيز (الإنجليزية)
- جاكي غليسون على موقع أول موفي (الإنجليزية)
- جاكي غليسون على موقع قاعدة بيانات برودواي على الإنترنت (الإنجليزية)
- جاكي غليسون على موقع قاعدة بيانات الأفلام السويدية (السويدية)
- جاكي غليسون على موقع إن إن دي بي (الإنجليزية)
- Jackie Gleason Discography at Space Age Pop Music
- Honeymooners at The Fifties Web
- Cavalcade of Stars 1950 episode at Internet Archive

1. ↑  Lester, Will (25 يونيو 1987). "Entertainer Jackie Gleason, the Great One, dies of cancer". The Rock Hill Herald. مؤرشف من الأصل في 2020-11-27. اطلع عليه بتاريخ 2011-01-20.[وصلة مكسورة]
2. ↑  MusicBrainz (بالإنجليزية), MetaBrainz Foundation, QID:Q14005